# Gabriel Guerrisi
Gabriel Guerrisi (Buenos Aires, Argentina, 29 de noviembre de 1969) es un guitarrista argentino de los grupos, Los Brujos, El Otro Yo y Electrón. Formó parte de Juana La Loca, Babasónicos, Los Extremistas y Salto Al Vacío. Colaboró en proyectos solistas de Alejandro Alaci y Daniel Melero.

## Los Brujos
Gabriel Guerrisi realizó sus estudios secundarios en ENET NºI de Llavallol. Allí junto con Gabriel Manelli y Ricky Rúa, formó en 1986 un trío llamado Salto al Vacío. Paralelamente participó de Los Extremistas, que fue el germen de Los Brujos de Transilvania y posteriormente Los Brujos. A Gabriel un día se le ocurrió juntar su grupo con Los Pastrelos (Fabio Rey, Alejandro Alaci y Quique Ilid) para un show en La Carpintería de Temperley. El proyecto gustó tanto que decidieron continuar. Luego se incorporó Morticia como cantante, pero abandonó la banda un tiempo después.
En 1991, editaron el disco "Fin de semana salvaje", producido por Daniel Melero, obteniendo Disco de Oro inmediato, con más de 40.000 copias vendidas. Gabriel compuso el tema “Kanishka”, el primer corte de difusión. El ritmo de Kanishka es una deformación de un arreglo de Virus, de un tema de El Agujero Interior (Autocontrol). La letra está sacada de un libro de historia que tenía. Cuenta la leyenda, que en el show de Nirvana en el Estadio de Vélez en 1992, a Kurt Cobain le gustó mucho el grupo y se copió el riff de la canción para luego hacerla en “Very ape” del disco In Utero.
Además de Nirvana, también fueron teloneros de Iggy Pop (1991) ante 30 mil personas en el Estadio Obras; y de Beastie Boys (1993) en el mismo estadio, ante 8 mil personas.
"San Cipriano" (1993) es el segundo trabajo discográfico, también producido por Melero. El hit fue "La bomba musical" y llegó a vender más de 20.000 copias, en el primer mes. En 1994, encabezaron el festival “Nuevo Rock Argentino”, del que participaron otras bandas como Babasónicos, Massacre y Peligrosos Gorriones, entre otras.
Produjo el tercer disco, "Guerra de nervios" (1995) que se grabó en más de 400 horas. También fue Disco de Oro. Participaron algunos músicos invitados, como Gustavo Cerati, el propio Melero y Aitor Graña (de Juana la Loca), Morticia Flowers (primer cantante de la banda) y Andrea Álvarez.
El 27 de enero de 1998, la banda brindó su último recital antes de la salida de Ricky Rùa y Lee-Chi.
Posteriormente la banda realizó 3 presentaciones más, entre ellas el mítico show del C. C. Ricardo Rojas, con Gabo Mannelli en el bajo. Con esa formación comenzaron a grabar un cuarto disco.
El 2013 lo ocupó en el retorno del grupo, que, de solamente discográfico pasó a la unión del grupo sobre los escenarios, el primero de los shows fue en el Festival Ciudad Emergente con un lleno total histórico.

## Babasónicos
Paralelamente a Los Brujos, Gabriel fue uno de los fundadores de Babasónicos.
Buscaban un bajista. Diego Tuñón lo encontró en un demo que le mostró Melero. La banda era razonablemente buena, pero la línea de bajo era directamente humillante. El casete se titulaba Autoejecución, de Juana La Loca, y el bajo era de Gabriel Manelli, ex Los Brujos. A partir de entonces, Gabo Mannelli fue el arquitecto musical en la fundación babasónica. Pero no vino solo, trajo con él a Gabriel Guerrisi (guitarrista de Los Brujos) su siamés musical. El primer demo de la banda, que incluía los temas “Tripeando”, “Indios” y “La era del amor”, tres eyaculaciones de hippismo camp y bonaerense que luego formarían parte de Pasto fueron grabados con Gabi Guerrisi en guitarra. Luego de ese demo en 1991, saltaron a la fama.
En esos meses hicieron el primer show, aun antes de que el grupo cobrara forma definitiva: tocaron como invitados de Los Brujos en la playa de estacionamiento de una cancha de tenis de Adrogué.
La banda cobró forma definitiva pero Guerrisi tenía que seguir su vida en Los Brujos, así que necesitaban un nuevo guitarrista. Gabo decidió hacerle la propuesta a Cristian Aldana, pero éste la rechazó para seguir con su banda El Otro Yo, por lo que entró Mariano Roger en lugar de Guerrisi.

## Alejandro Alaci
Después de la separación de Los Brujos llegó el proyecto solista de Alejandro Alaci junto con Guerrisi (guitarra), Gabo Mannelli, de Babasónicos (bajo), Leo Santos (batería) y Miguel Castro (teclados), ambos de Victoria Mil y en la que también participó Juan Bordón de The Tandooris (teclados). El disco fue producido por Gabriel y editado en 2001. La columna vertebral de este combo (Guerrisi-Mannelli-Santos), fue utilizada luego por Daniel Melero como banda en directo.

## Juana La Loca
En 1999, Juana La Loca entra en crisis tras la pelea de los integrantes con el letrista y fundador de la banda Rodrigo
Martín. Él convocó a su viejo amigo Gabriel Guerrisi (líder y fundador de Los Brujos, por ese entonces ya disueltos) quien había colaborado anteriormente como invitado de la banda en vivo y también en estudio (en el disco debut de la banda: "Electronauta"). Juntos compusieron los temas que darían forma a "Vermouth", un EP independiente (1999).
Ya para el sello Por Art Music, Juana edita otro EP, bautizado "Alucinaciones", a mitad de camino de "Belleza", el primer disco completo luego de cuatro años, con Martín, Gabriel Guerrisi, el baterista Aitor Graña, Diego Panich en bajo y Julián Gómez en guitarra.
Luego, la banda volvió a entrar en crisis y Gabriel abandonó la banda en 2004.

## El Otro Yo

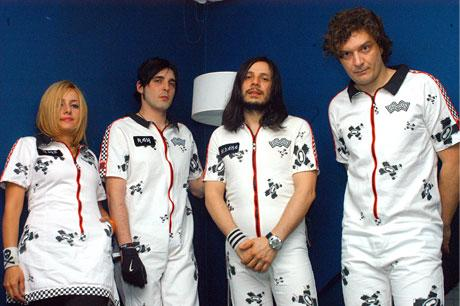
guitarrista argentino de los grupos, Los Brujos, El Otro Yo y Electrón.

El 16 de octubre de 2004, Ezequiel Araujo abandona El Otro Yo y Gabriel Guerrisi es invitado para las recitales en lo que presentaban el disco “Espejismos”. Su primer recital con El Otro Yo fue en el Estadio Obras en el mes de diciembre en un festival del que también participó Attaque 77. En 2007 grabó “Fuera del tiempo”, su primer disco de estudio junto a la banda (antes había participado en el compilado en vivo “Pirata”), participando en la composición de seis canciones.
En 2009 grabó "Ailabiu EOY", participando en la composición de tres canciones, siendo su principal creación "Sígueme".
En 2012 produjo junto a Cristian Aldana el disco "5ta Dimensión", siendo de su autoría los temas "Te Quiero" y "Abismo".

## Otros proyectos
Paralelamente a El Otro Yo, Gabriel colabora desde 2006 en las presentaciones en vivo de Electrón, una banda formada por dos ex-Brujos: Alejandro Alaci y Quique Ilid. En 1987, formó parte de la banda Los Apáticos, reemplazando en la guitarra a Cristian Aldana, luego compañero de grupo en El Otro Yo. Participó, también como músico invitado, en el disco "Antiterrorismo" de Myte y sus linternas verdes.

## Como productor artístico
Gabriel, viene desempeñándose como Productor artístico desde sus inicios en Los Brujos. Con esa agrupación produjo el álbum San Cipriano. Entre las bandas y artistas que ha producido se destacan Alaci, Die Blumen, Insitu, María Fernanda Aldana, Oxi y otros.
En 2012, junto a su antiguo compañero en Juana La Loca, Julián Gómez, lanza su Web Magazine "La casa en el pantano" www.lacasaenelpantano.com, con contenidos relacionados con las bandas que han trabajado con ambos productores, descargas, playlist y material inédito de proyectos anteriores y actuales.
Mayo del 2012 lo encuentra trabajando en la producción del nuevo álbum de El Otro Yo. En 2014 produce Pong!, que anuncia el retorno de Los Brujos a la escena musical.

## Discografía

### ConLos Brujos
- Fin de semana salvaje (1991)
- San Cipriano (1993)
- Guerra de nervios (1995)
- Pong! (2015)

### Con Electron
- Electron (2005)
- Electron (2009)
- Transcontinental (2010)

### ConEl Otro Yo
- Pirata (2005)
- Fuera del tiempo (2007)
- Estallando Tu Lado Salvaje (2008)
- Ailabiu EOY (2010)
- quinta Dimensión (2012)

### ConJuana La Loca
- Vermouth (EP) (1999)
- Alucinaciones (EP) (2001)
- Belleza (2002)
- Casablanca (2005) (Invitado en temas 1 y 3)

### Con Alejandro Alaci
- Alaci (2001) (Guitarra, coros y productor artístico)